# WX シリーズ
WX シリーズ（ダブルエックスシリーズ）はエー・アイ・ソフトが開発した日本語入力システム（日本語入力FEP/IMEなど）。
WX, WXS, WXP, WXII, WXII+, WXIIIを経てWXGへと進化した。
他のFEP/IMEの辞書をインポートしたり、独自のユーザ辞書を作成できる、弄れる/遊べる辞書や、ローマ字入力やキーのフルカスタマイズという機能に加え、MAPI（マルチアプリケーションインターフェイス）を装備することで、FEPを限定していたアプリケーションでも使用できたことから、利用者は複数のFEPの辞書をそれぞれ鍛えるという非効率や、FEP/IMEの異なる操作性への習熟といった苦痛から解放された。
商用パソコン通信NIFTY-Serve（現@nifty）などのフォーラム（後にステーション）で活発な意見交換が行われ、ユーザが作成した辞書や、カスタマイズツールなども公開されるとともに、WX 本体も改良が加えられ着実に進歩を遂げた。また、約20,000人(?)の OS/2ユーザの署名活動によって、WX for OS/2が開発に至った。
@Nifty のステーション閉鎖後、インターネット上にサポートページ「e言葉」が開始されるとともに「WXG for Linux/FreeBSD 1.0β」が自由ソフトウェアとして公開され大きな話題になる。しかし、正式版の公開を待たずして閉鎖に至った。
「訳せ!!ゴマ バイリンガル Ver.3」の日英翻訳エンジンを搭載し、入力された文章をIME上で英文翻訳できるWXG Ver.4を発売したものの、製品は廃止されてしまった。
なお、エー・アイ・ソフトは2006年11月にエプソン販売に吸収合併され解散した。以降、一部製品については、エプソン販売がサポートを継続していたが、WXシリーズも含め、エー・アイ・ソフト製品のサポートはすべて終了となっている。

## 歴史
1986年12月
- かな漢字変換機能を内蔵したワープロソフト『創文』を開発。

1988年2月
- 『創文α』で、かな漢字変換機能を WX として独立させる。

1989年5月
- 『創考』に WXS を搭載。

1989年6月
- EPSON PC-286 NOTE exectiveに WXR を搭載。
- WXP をフリーウェアとして公開。

1991年2月
- PC-9800版 WXIIをリリース。
- EPSON製のOSパッケージ（MS-DOS ver. 4.01R2、MS-Windows3.0）に WXA を付属。

1991年7月
- WXII+ にバージョンアップ。

1991年10月
- MS-Windows3.0対応版 WXII+WIN をリリース。
- 東芝J-3100版 WXII+ をリリース。

1991年12月
- DOS/V版 WXII+ をリリース。

1992年11月
- WXII+Ver2.50 PC-9800版、東芝J-3100版、DOS/V版をリリース。

1993年7月
- MS-Windows3.1対応版 WXII+WIN Ver.2.0をリリース。

1994年3月
- WXII+Ver2.70 PC-9800版、東芝J-3100版、DOS/V版をリリース。

1995年1月
- WXIII Ver.3.0 PC-9800版、DOS/V版をリリース。
- WXIII for Windows Ver.3.0をリリース。

1995年12月
- WXIII Ver.3.0 OS/2版をリリース。

1996年
- Boon Editorをリリース。WXIII for Windows 95が付属された。
- 辞書構造を全面的に見直し、WXGに改称。Windows 95対応版をパッケージ販売。

1999年1月
- Windows 98対応 WXG Ver.4をリリース。

1999年7月
- WXG Ver.4 for MacintoshをMac OS 8.6対応製品としてリリース。

2000年11月
- WXG for Linux/FreeBSD 1.0βを自由ソフトウェアとして公開。

その他、WXII+機能限定版がHP200LXの日本語化キットにバンドルされた。
Microsoft Passport Kit for WindowsにWXII-Win/Compactが附属していた。

## 対応OS
- MS-DOS（9801版・J-3100版）、DOS/V
- Windows 3.0/3.1/95/98/98SE/NT
- 漢字Talk 7.x/Mac OS 8.x/9.x
- OS/2

Windows 2000/Me/XPや Mac OS X/macOSに正式対応した製品の発表はされていない。（しかし、WXGをWindows 2000やXP、32ビット版のWindows VistaやWindows 7で使うことはできる）